# Grzegorz Gielerak
Grzegorz Gerard Gielerak (ur. 3 października 1967 w Sandomierzu) – generał broni Wojska Polskiego, profesor doktor habilitowany nauk medycznych. Od 2007 dyrektor Wojskowego Instytutu Medycznego w Warszawie.

## Życiorys
Jest absolwentem Wydziału Lekarskiego Wojskowej Akademii Medycznej w Łodzi z 1992. Kolejne 12 miesięcy spędził na stażu w 13 Pułku Zmechanizowanym w Kożuchowie. W 1993 rozpoczął pracę w Wojskowym Instytucie Medycznym w Warszawie. W 1998 uzyskał stopień doktora nauk medycznych w zakresie medycyny, specjalności: choroby wewnętrzne-kardiologia. W 2005 uzyskał stopień doktora habilitowanego nauk medycznych w zakresie medycyny, specjalność: kardiologia, zaś w 2015 tytuł profesora nauk medycznych. Od 2007 jest dyrektorem WIM.
12 lutego 2021 został powołany przez Prezydenta RP Andrzeja Dudę na członka Rady do spraw Ochrony Zdrowia.

## Awanse generalskie
- generał brygady – 2008[5]
- generał dywizji – 2016[2][6]
- generał broni – 2022[7]

## Odznaczenia i wyróżnienia
- Krzyż Oficerski Orderu Odrodzenia Polski (2025)[8]
- Złoty Krzyż Zasługi (nadanie 2018[9], wręczenie 2019)[10]
- Brązowy Krzyż Zasługi (2011)[11]
- Srebrny Medal „Siły Zbrojne w Służbie Ojczyzny”
- Złoty Medal „Za Zasługi dla Obronności Kraju”
- Srebrny Medal „Za Zasługi dla Obronności Kraju”
- Medal 100-lecia Odzyskania Niepodległości (2019)[12]
- Medal Błogosławionego ks. Jerzego Popiełuszki (2025)[13]
- Medal „Pro Bono Poloniae” (2019)[14]
- Medal „Pro Patria”
- Odznaka pamiątkowa WIM
- Odznaka absolwenta WAM (wariant 1992–1994)
- Buzdygan 2015 – nagroda Polski Zbrojnej (2016)[15]
- tytuł „Menedżer Roku w Ochronie Zdrowia” (2012/13)[16]
- wpis do „Księgi Honorowej Wojska Polskiego” (2017)[17]